# 투르순조다

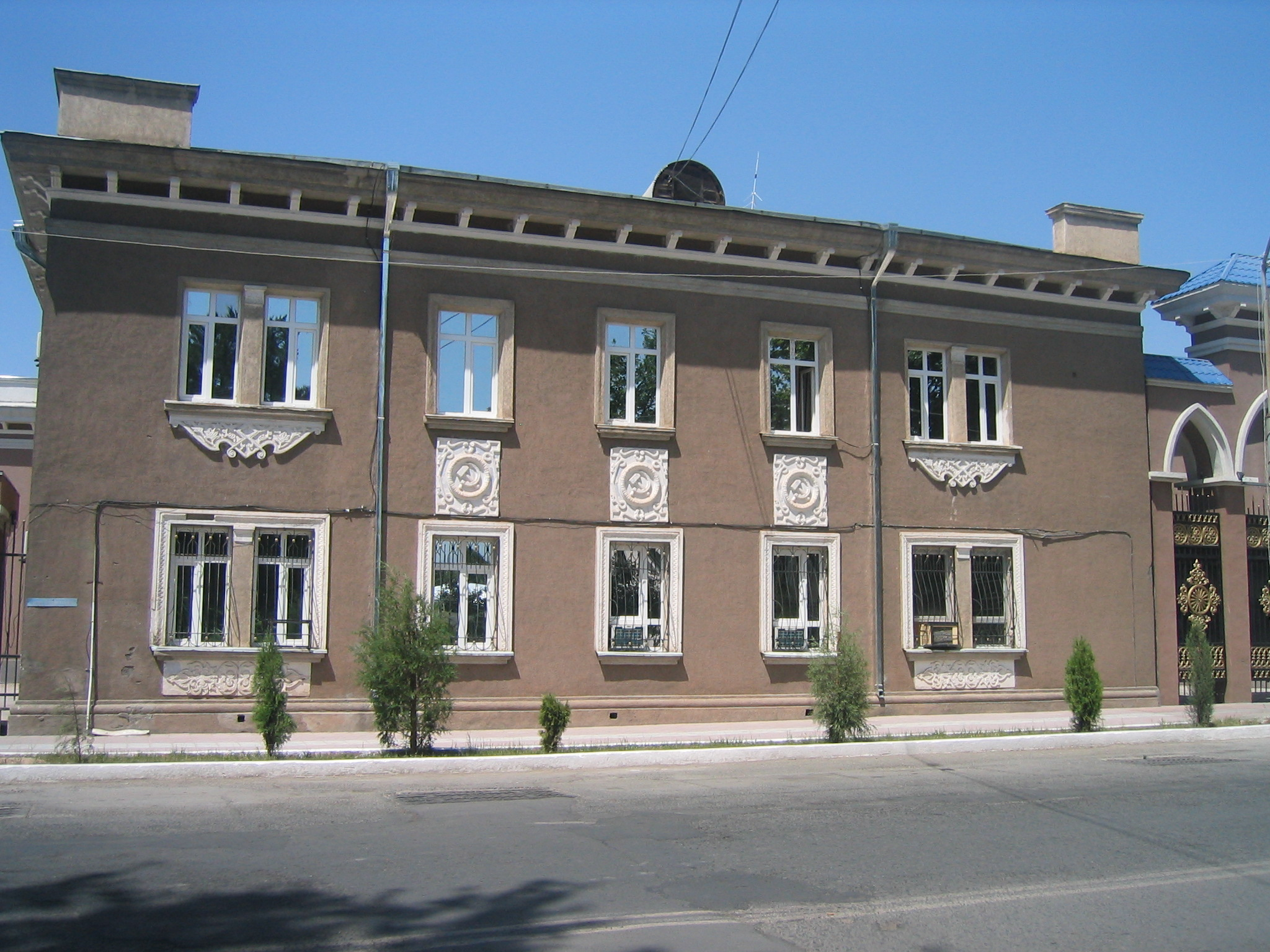
투르순조다 시청

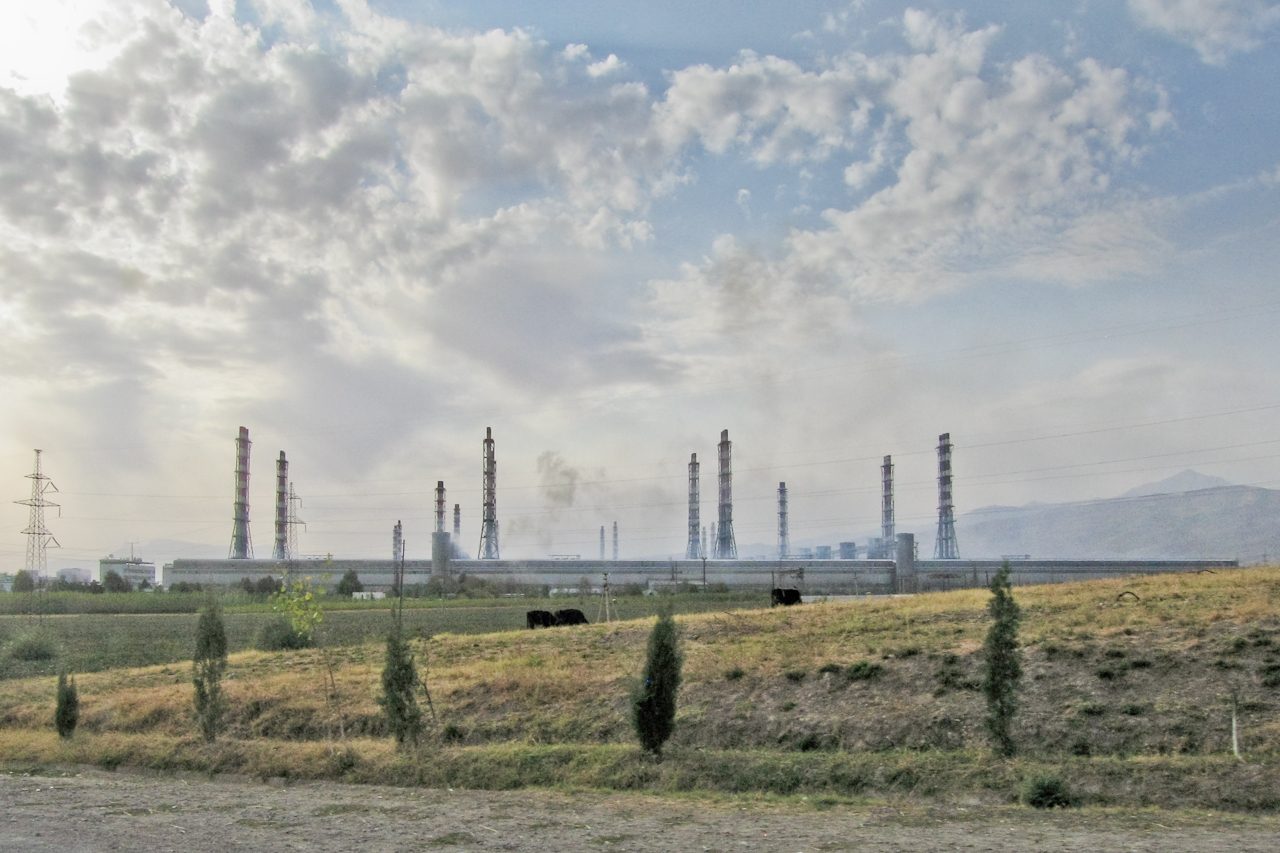
투르순조다에 입주한 타다즈 알루미늄 제련 공장

투르순조다(타지크어: Турсунзода, 러시아어: Турсунзаде 투르순자데[*])는 타지키스탄 서부에 위치한 공화국 직할구의 도시로 인구는 37,000명(2006년 기준)이다. 타지키스탄의 수도인 두샨베에서 서쪽으로 60km 정도 떨어진 곳에 위치하며 우즈베키스탄 국경 부근과 접한다.
시내에는 알루미늄 제련 공장이 입주하고 있는데 중앙아시아에서 최대 규모를 자랑하는 타지키스탄의 알루미늄 제련 기업인 타다즈(TadAZ)의 본사가 이 곳에 위치한다. 원래 이름은 "사막 위의 마을"이라는 뜻을 가진 레가르(Регар)였지만 1978년에 타지키스탄의 민족 시인인 미르조 투르순조다를 기리기 위해 지금과 같은 이름으로 변경되었다.